# 墨西哥俯海鯰
墨西哥俯海鯰為輻鰭魚綱鯰形目海鯰科的其中一種，分布於中美洲墨西哥Panuco河至瓜地馬拉Izabal湖流域，體長可達22.7公分，棲息在湖泊、溪流、溝渠，屬肉食性，生活習性不明。

## 擴展閱讀
維基物種上的相關：墨西哥俯海鯰